# Merindad Menor de Aguilar de Campoo
Die Merindad Menor de Aguilar de Campoo war eine Verwaltungseinheit unterhalb der Merindad Mayor de Castilla, die im 13. Jahrhundert entstand. Sie umfasste 1.378,50 Quadratkilometer mit 86 Orten und 21 Wüstungen. Das Gebiet liegt heute in den Provinzen Palencia, Burgos und in Kantabrien. 
Im Jahr 1465 wurde die Merindad Menor de Aguilar de Campoo von Heinrich IV. geteilt, wobei der südliche Teil unter dem gleichen Namen wie bisher (Merindad Menor de Aguilar de Campoo) mit dem Hauptort Aguilar de Campoo und der nördliche unter dem Namen Merindad Menor de Campoo mit dem Hauptort Reinosa geführt wurden. Diese Verwaltungsstruktur blieb bis zum 18. Jahrhundert erhalten. Der königliche Amtmann (merino) residierte im jeweiligen Hauptort.